# Francesco Rastelli
Francesco Rastelli (Masio, 31 luglio 1901 – ...) è stato un calciatore italiano, di ruolo attaccante.

## Caratteristiche tecniche
Giocava nel ruolo di ala sinistra.

## Carriera
Giunto al Liberty Bari (ridenominato da alcuni mesi "Bari Football Club") dall'Alessandria, conquista con la squadra pugliese, che in quell'anno si trasforma nell'U.S. Bari, la promozione in Divisione Nazionale, disputando 13 gare e segnando 6 reti (3 delle quali nella partita decisiva contro la Fiorentina, che vinta 5-3 determina la matematica promozione alla serie superiore).
Nel 1928-1929 debutta in massima serie con il Bari e mette a segno 7 gol in 20 partite. Nelle due stagioni successive gioca in Serie B, sempre con il Bari, totalizzando altre 60 presenze e 11 gol.
Dopo aver militato nel Trani e nel Sora (tra il 1932 e il 1934), nella stagione 1934-1935 veste la maglia del Bellator Frusino.

## Palmarès

### Club

#### Competizioni regionali
- Seconda Divisione: 1

Sora: 1932-1933